# Brand (gemeindefreies Gebiet)

Lage des ehemaligen gemeindefreien Gebietes Brand im Landkreis Donau-Ries

Der Brand war bis 2014 ein 2,17 km² großes gemeindefreies Gebiet im Landkreis Donau-Ries in Schwaben in Bayern.

## Lage
Der Wald liegt in den flachen tertiären Höhen der Aindlinger Terrassentreppe. Naturräumlich gehört er also zur Donau-Iller-Lech-Platte, die wiederum Teil des Alpenvorlandes ist, einer der naturräumlichen Haupteinheiten Deutschlands. Knapp westlich des Brandes ab dem zu Thierhaupten gehörigen Weiler Königsbrunn beginnt die südnördlich verlaufende östliche Lechleite, hinter der sich die Lechebene erstreckt.

### Ehemalige Nachbargemeinden
- Baar mit dem Ortsteil Unterbaar mit Dürnberg (Landkreis Aichach-Friedberg)
- Holzheim (Landkreis Donau-Ries)
- Münster mit dem Ortsteil Hemerten (Landkreis Donau-Ries)
- Thierhaupten mit den Ortsteilen Ötz, Altenbach und Königsbrunn (Landkreis Augsburg)

## Auflösung
Zum 1. Juli 2014 wurde das gemeindefreie Gebiet aufgelöst und in die Gemeinden Holzheim und Münster eingegliedert. Zu Holzheim kamen 66,32 Hektar, zu Münster 150,28 Hektar.